# Tháng 5 năm 2011
Tháng 5 năm 2011 bắt đầu vào chủ nhật và kết thúc sau 31 ngày vào thứ ba.

## Chủ đề:Thời sự
| Chủ nhật, ngày 1 tháng 5 |
| - Lễ phong chân phước Giáo hoàng Gioan Phaolô II được tổ chức tại Thành Vatican. - Bộ lưu dữ liệu Chuyến bay 447 của Air France được vớt lên từ đáy Đại Tây Dương. |

| Chủ nhật, ngày 1 tháng 5 |
| - Lễ phong chân phước Giáo hoàng Gioan Phaolô II được tổ chức tại Thành Vatican. - Bộ lưu dữ liệu Chuyến bay 447 của Air France được vớt lên từ đáy Đại Tây Dương. |

| Thứ hai, ngày 2 tháng 5 |
| - Đảng Bảo thủ của Thủ tướng Stephen Harper giành đa số ghế trong cuộc tổng tuyển cử tại Canada. - Thủ lĩnh al-Qaeda Osama bin Laden bị quân đội Mỹ tiêu diệt tại Abbottabad, Pakistan. |

| Thứ hai, ngày 2 tháng 5 |
| - Đảng Bảo thủ của Thủ tướng Stephen Harper giành đa số ghế trong cuộc tổng tuyển cử tại Canada. - Thủ lĩnh al-Qaeda Osama bin Laden bị quân đội Mỹ tiêu diệt tại Abbottabad, Pakistan. |

| Thứ năm, ngày 5 tháng 5 |
| - Hàng ngàn người H'Mông biểu tình tại Mường Nhé, Việt Nam đòi tự do tôn giáo và quyền tự trị (chi tiết). - Claude Choules, cựu chiến binh cuối cùng của Thế chiến I, qua đời ở tuổi 110 tại Perth, Tây Úc. - Dữ liệu từ vệ tinh Tàu thăm dò hấp dẫn B chứng thực các hiệu ứng kéo hệ quy chiếu và đường trắc địa của thuyết tương đối rộng do Albert Einstein đưa ra năm 1916. |

| Thứ năm, ngày 5 tháng 5 |
| - Hàng ngàn người H'Mông biểu tình tại Mường Nhé, Việt Nam đòi tự do tôn giáo và quyền tự trị (chi tiết). - Claude Choules, cựu chiến binh cuối cùng của Thế chiến I, qua đời ở tuổi 110 tại Perth, Tây Úc. - Dữ liệu từ vệ tinh Tàu thăm dò hấp dẫn B chứng thực các hiệu ứng kéo hệ quy chiếu và đường trắc địa của thuyết tương đối rộng do Albert Einstein đưa ra năm 1916. |

| Thứ sáu, ngày 6 tháng 5                                            |
| - Vương quốc Anh bác bỏ trưng cầu dân ý về chế độ bầu cử thay thế. |

| Thứ sáu, ngày 6 tháng 5                                            |
| - Vương quốc Anh bác bỏ trưng cầu dân ý về chế độ bầu cử thay thế. |

| Thứ bảy, ngày 7 tháng 5 |
| - Gôn thủ người Tây Ban Nha Seve Ballesteros mất sau ba năm chống chọi với căn bệnh ung thư. - Trong cuộc tổng tuyển cử tại Singapore, đảng cầm quyền Hành động Nhân dân của Thủ tướng Lý Hiển Long duy trì đa số ghế trong khi phe đối lập thắng một khu bầu cử có nhiều đại biểu lần đầu tiên. - Chuyến bay 8968 của Merpati Nusantara Airlines rơi tại vùng biển gần sân bay Kaimana, Tây Papua. |

| Thứ bảy, ngày 7 tháng 5 |
| - Gôn thủ người Tây Ban Nha Seve Ballesteros mất sau ba năm chống chọi với căn bệnh ung thư. - Trong cuộc tổng tuyển cử tại Singapore, đảng cầm quyền Hành động Nhân dân của Thủ tướng Lý Hiển Long duy trì đa số ghế trong khi phe đối lập thắng một khu bầu cử có nhiều đại biểu lần đầu tiên. - Chuyến bay 8968 của Merpati Nusantara Airlines rơi tại vùng biển gần sân bay Kaimana, Tây Papua. |

| Thứ hai, ngày 9 tháng 5 |
| - Tay đua xe đạp người Bỉ Wouter Weylandt qua đời trong một tai nạn trong chặng đua thứ ba cuộc đua Giro d'Italia, trở thành tay đua đầu tiên tử nạn trong giải đấu này kể từ năm 1995. |

| Thứ hai, ngày 9 tháng 5 |
| - Tay đua xe đạp người Bỉ Wouter Weylandt qua đời trong một tai nạn trong chặng đua thứ ba cuộc đua Giro d'Italia, trở thành tay đua đầu tiên tử nạn trong giải đấu này kể từ năm 1995. |

| Thứ ba, ngày 10 tháng 5                                                                                         |
| - Tập đoàn Microsoft thỏa thuận mua nhà cung cấp dịch vụ điện thoại qua Internet Skype với giá 8,5 tỷ đô la Mỹ. |

| Thứ ba, ngày 10 tháng 5                                                                                         |
| - Tập đoàn Microsoft thỏa thuận mua nhà cung cấp dịch vụ điện thoại qua Internet Skype với giá 8,5 tỷ đô la Mỹ. |

| Thứ sáu, ngày 13 tháng 5 |
| - Những dữ liệu mới được phân tích thu thập từ tàu vũ trụ Galileo cung cấp bằng chứng xác thực về một đại dương macma dưới bề mặt Io, một trong những vệ tinh của Mộc Tinh. |

| Thứ sáu, ngày 13 tháng 5 |
| - Những dữ liệu mới được phân tích thu thập từ tàu vũ trụ Galileo cung cấp bằng chứng xác thực về một đại dương macma dưới bề mặt Io, một trong những vệ tinh của Mộc Tinh. |

| Thứ bảy, ngày 14 tháng 5 |
| - Ca khúc "Running Scared", do Eldar & Nigar đến từ Azerbaijan thể hiện, chiến thắng trong Eurovision Song Contest. - Dominique Strauss-Kahn, Giám đốc điều hành Quỹ tiền tệ quốc tế, bị bắt giữ với cáo buộc cưỡng bức tình dục tại Thành phố New York. |

| Thứ bảy, ngày 14 tháng 5 |
| - Ca khúc "Running Scared", do Eldar & Nigar đến từ Azerbaijan thể hiện, chiến thắng trong Eurovision Song Contest. - Dominique Strauss-Kahn, Giám đốc điều hành Quỹ tiền tệ quốc tế, bị bắt giữ với cáo buộc cưỡng bức tình dục tại Thành phố New York. |

| Chủ nhật, ngày 15 tháng 5                                                                            |
| - Ít nhất 12 người Ả Rập bị thiệt mạng trong cuộc biểu tình kỷ niệm ngày Nakba tại biên giới Israel. |

| Chủ nhật, ngày 15 tháng 5                                                                            |
| - Ít nhất 12 người Ả Rập bị thiệt mạng trong cuộc biểu tình kỷ niệm ngày Nakba tại biên giới Israel. |

| Thứ hai, ngày 16 tháng 5                                                                             |
| - Tàu con thoi Endeavour phóng lên lần cuối cùng để chở Máy đo phổ từ Alpha đến Trạm vũ trụ Quốc tế. |

| Thứ hai, ngày 16 tháng 5                                                                             |
| - Tàu con thoi Endeavour phóng lên lần cuối cùng để chở Máy đo phổ từ Alpha đến Trạm vũ trụ Quốc tế. |

| Thứ năm, ngày 19 tháng 5 |
| - Giám đốc điều hành Quỹ tiền tệ quốc tế Dominique Strauss-Kahn từ chức sau khi bị bắt giữ với cáo buộc cưỡng bức tình dục tại Thành phố New York. |

| Thứ năm, ngày 19 tháng 5 |
| - Giám đốc điều hành Quỹ tiền tệ quốc tế Dominique Strauss-Kahn từ chức sau khi bị bắt giữ với cáo buộc cưỡng bức tình dục tại Thành phố New York. |

| Thứ bảy, ngày 21 tháng 5 |
| - Tiên đoán của Harold Camping về thời điểm kết thúc thế giới 2011: - Hàng trăm người H'Mông được tường thuật rằng đã ẩn nấp tại tây bắc Việt Nam, sau khi lực lượng an ninh giải tán hàng nghìn người đang chờ đợi sự trở về của Chúa Giê-xu. (Straits Times) - Theo nhà truyền thông radio theo Thiên Chúa giáo Harold Camping, ngày 21 tháng 5 là ngày phán xử tất cả tín đồ thiên chúa trên thế giới, diễn ra vào 6:00 tối theo múi giờ tương ứng của từng địa phương (The New York Times) (New York magazine). - Ngày 21 tháng 5 trôi qua mà không có sự cố nào ở nhiều múi giờ trên thế giới. (Reuters) Lưu trữ ngày 23 tháng 5 năm 2011 tại Wayback Machine - Biều tình chống chính phủ tiếp diễn khắp Tây Ban Nha mặc dù có lệnh cấm trước cuộc bầu cử địa phương. |

| Thứ bảy, ngày 21 tháng 5 |
| - Tiên đoán của Harold Camping về thời điểm kết thúc thế giới 2011: - Hàng trăm người H'Mông được tường thuật rằng đã ẩn nấp tại tây bắc Việt Nam, sau khi lực lượng an ninh giải tán hàng nghìn người đang chờ đợi sự trở về của Chúa Giê-xu. (Straits Times) - Theo nhà truyền thông radio theo Thiên Chúa giáo Harold Camping, ngày 21 tháng 5 là ngày phán xử tất cả tín đồ thiên chúa trên thế giới, diễn ra vào 6:00 tối theo múi giờ tương ứng của từng địa phương (The New York Times) (New York magazine). - Ngày 21 tháng 5 trôi qua mà không có sự cố nào ở nhiều múi giờ trên thế giới. (Reuters) Lưu trữ ngày 23 tháng 5 năm 2011 tại Wayback Machine - Biều tình chống chính phủ tiếp diễn khắp Tây Ban Nha mặc dù có lệnh cấm trước cuộc bầu cử địa phương. |

| Chủ nhật, ngày 22 tháng 5 |
| - The Tree of Life của Terrence Malick đoạt giải Cành cọ vàng tại Liên hoan phim Cannes. - Ít nhất 116 người thiệt mạng trong một cơn lốc xoáy gây thương vong nhất Hoa Kỳ trong hơn 60 năm tại Joplin, Missouri. - Cử tri Việt Nam bỏ phiếu bầu đại biểu Quốc hội và đại biểu Hội đồng Nhân dân các cấp (VnExpress). |

| Chủ nhật, ngày 22 tháng 5 |
| - The Tree of Life của Terrence Malick đoạt giải Cành cọ vàng tại Liên hoan phim Cannes. - Ít nhất 116 người thiệt mạng trong một cơn lốc xoáy gây thương vong nhất Hoa Kỳ trong hơn 60 năm tại Joplin, Missouri. - Cử tri Việt Nam bỏ phiếu bầu đại biểu Quốc hội và đại biểu Hội đồng Nhân dân các cấp (VnExpress). |

| Thứ hai, ngày 23 tháng 5                                                                                     |
| - Đảng Tập hợp Dân chủ của Nicos Anastasiades giành được nhiều ghế nghị viện nhất trong cuộc bầu cử tại Síp. |

| Thứ hai, ngày 23 tháng 5                                                                                     |
| - Đảng Tập hợp Dân chủ của Nicos Anastasiades giành được nhiều ghế nghị viện nhất trong cuộc bầu cử tại Síp. |

| Thứ ba, ngày 24 tháng 5                                                                    |
| - Núi lửa Grímsvötn phun trào tại Iceland, làm cho các chuyến bay tại Bắc Âu bị ngưng trệ. |

| Thứ ba, ngày 24 tháng 5                                                                    |
| - Núi lửa Grímsvötn phun trào tại Iceland, làm cho các chuyến bay tại Bắc Âu bị ngưng trệ. |

| Thứ năm, ngày 26 tháng 5 |
| - Tập đoàn Dầu khí quốc gia Việt Nam tuyên bố ba tàu hải giám của Trung Quốc xâm nhập lãnh hải của Việt Nam, phá hoại thiết bị và cản trở tàu khảo sát địa chấn Bình Minh 02 của Tập đoàn Dầu khí quốc gia Việt Nam đang hoạt động tại vùng biển miền Trung chỉ cách mũi Đại Lãnh của tỉnh Phú Yên 120 hải lý. (VnExpress) |

| Thứ năm, ngày 26 tháng 5 |
| - Tập đoàn Dầu khí quốc gia Việt Nam tuyên bố ba tàu hải giám của Trung Quốc xâm nhập lãnh hải của Việt Nam, phá hoại thiết bị và cản trở tàu khảo sát địa chấn Bình Minh 02 của Tập đoàn Dầu khí quốc gia Việt Nam đang hoạt động tại vùng biển miền Trung chỉ cách mũi Đại Lãnh của tỉnh Phú Yên 120 hải lý. (VnExpress) |

| Thứ bảy, ngày 28 tháng 5                                                                 |
| - Barcelona đánh bại Manchester United tại trận chung kết UEFA Champions League 2010-11. |

| Thứ bảy, ngày 28 tháng 5                                                                 |
| - Barcelona đánh bại Manchester United tại trận chung kết UEFA Champions League 2010-11. |

| Chủ nhật, ngày 29 tháng 5                                                      |
| - Tổng thống Sergei Bagapsh của Abkhazia qua đời trong lúc khám bệnh ở Moskva. |

| Chủ nhật, ngày 29 tháng 5                                                      |
| - Tổng thống Sergei Bagapsh của Abkhazia qua đời trong lúc khám bệnh ở Moskva. |

| Thứ hai, ngày 30 tháng 5                                                                            |
| - Đức đóng cửa 8 nhà máy điện hạt nhân và tuyên bố kế hoạch từ bỏ năng lượng hạt nhân vào năm 2022. |

| Thứ hai, ngày 30 tháng 5                                                                            |
| - Đức đóng cửa 8 nhà máy điện hạt nhân và tuyên bố kế hoạch từ bỏ năng lượng hạt nhân vào năm 2022. |

| Thứ ba, ngày 31 tháng 5                                                                                         |
| - Tổ chức Y tế Thế giới công nhận rằng bức xạ từ điện thoại di động "có thể có khả năng gây ung thư cho người". |

| Thứ ba, ngày 31 tháng 5                                                                                         |
| - Tổ chức Y tế Thế giới công nhận rằng bức xạ từ điện thoại di động "có thể có khả năng gây ung thư cho người". |

| << Tháng 05 năm 2025 >> |    |    |    |    |    |    |
| CN                      | T2 | T3 | T4 | T5 | T6 | T7 |
|                         |    |    |    | 1  | 2  | 3  |
| 4                       | 5  | 6  | 7  | 8  | 9  | 10 |
| 11                      | 12 | 13 | 14 | 15 | 16 | 17 |
| 18                      | 19 | 20 | 21 | 22 | 23 | 24 |
| 25                      | 26 | 27 | 28 | 29 | 30 | 31 |
|                         |    |    |    |    |    |    |

| Giới thiệu trang này |

| Sự kiện đang tiếp diễn |
| --- |
| - Động đất và sóng thần Tōhoku 2011 - Khủng hoảng tài chính thế giới - Mùa xuân Ả Rập - Cách mạng Ai Cập - Biểu tình ở Ả Rập Saudi - Nổi dậy ở Bahrain - Nội chiến Libya - Nổi dậy ở Syria - Cách mạng Tunisia - Nổi dậy ở Yemen - Xung đột Ả Rập–Israel |

| Mới mất |
| --- |
| - 31: Ezzatollah Sahabi - 30: Ali Mirza Qajar - 30: Bill Roycroft - 29: Sergei Bagapsh - 29: Bill Clements - 29: Ferenc Mádl - 27: Janet Brown - 27: Jeff Conaway - 27: Margo Dydek - 27: Gil Scott-Heron - 26: Flick Colby - 25: Leonora Carrington - 25: Terry Jenner - 23: Nasser Hejazi - 23: Xavier Tondó - 22: Suzanne Mizzi - 21: Bill Hunter - 20: Randy Savage - 19: Garret FitzGerald - 19: Kathy Kirby - 17: Harmon Killebrew - 17: Frank Upton - 16: Edward Hardwicke - 15: Samuel Wanjiru - 13: Derek Boogaard - 13: Bernard Greenhouse - 11: Robert Traylor - 10: Burt Reinhardt - 9: Dolores Fuller - 9: Lidia Gueiler Tejada - 9: Shailendra Kumar Upadhyaya - 9: Wouter Weylandt - 8: Lionel Rose - 7: Seve Ballesteros - 7: Willard Boyle - 7: Gunter Sachs - 7: George Webley - 5: Arthur Laurents - 5: Claude Choules - 4: Sada Thompson - 3: Jackie Cooper - 3: Thanasis Veggos - 2: Osama bin Laden - 1: Henry Cooper |

| Xung đột tiếp diễn |
| --- |
| - Chiến tranh chống khủng bố - Nội chiến Libya - Cách mạng Tunisia - Hải tặc Somalia - Xung đột Ả Rập-Israel - Yemen trấn áp al-Qaeda - Chiến tranh Afghanistan - Nội chiến tại Myanma - Bạo loạn ở miền Nam Thái Lan - Xung đột biên giới Campuchia–Thái Lan - Tranh chấp chủ quyền Biển Đông - Tranh chấp biển Đông Việt Nam – Trung Quốc - Chiến tranh ma túy México - Xung đột nội bộ tại Peru |